# Ligue musulmane du Pakistan (Q)
Pour les articles homonymes, voir Ligue musulmane (homonymie).
La Ligue musulmane du Pakistan (Q), officiellement appelée Ligue musulmane du Pakistan (en anglais : Pakistan Muslim League ; en ourdou : پاکستان مسلم لیگ ق) depuis 2004, est un parti politique pakistanais issu de la Ligue musulmane du Pakistan (N) et fondé en 2002. Le « Q » signifie Quaid-e-Azam Group en référence à Muhammad Ali Jinnah.
Le parti est issu d'une dissidence au sein de la Ligue musulmane de Nawaz Sharif et a soutenu Pervez Musharraf durant les élections de 2002 et de 2008. Il a été au pouvoir de 2002 à 2007. Après sa défaite de 2008, le parti a arrêté de soutenir Pervez Musharraf et est profondément divisé. De plus en plus affaibli, il a rejoint la coalition gouvernementale du Parti du peuple pakistanais en 2011 puis a été marginalisé lors des élections de 2013. La Ligue s'allie avec Imran Khan en 2018.
C’est un parti de centre droit, libéral et proche du nationalisme pakistanais. Il est plus modéré que la Ligue musulmane du Pakistan (N) sur les questions de sociétés. Il est dirigé par Chaudhry Shujaat Hussain.

## Historique

### Fondation et accès au pouvoir (2002-2007)

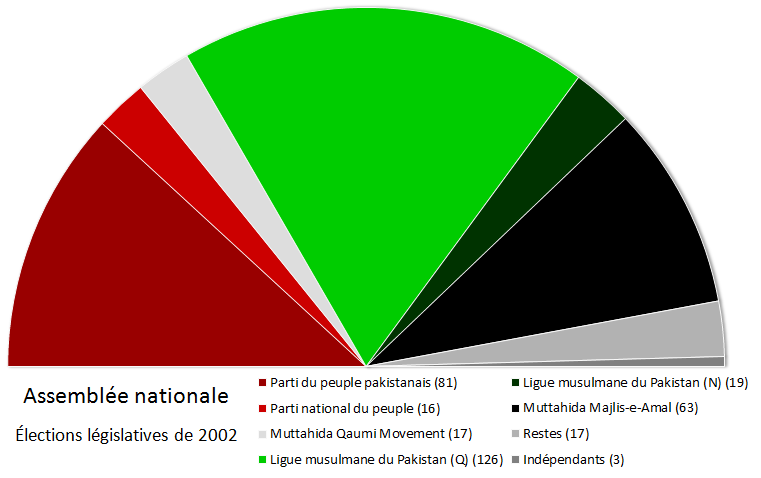
Composition de l'Assemblée nationale à la suite des élections législatives de 2002.

Ce parti a été fondé le 20 juillet 2002 et est alors surtout composé de dissidents de la Ligue musulmane du Pakistan (N), dont le « N » signifie Nawaz Sharif qui était Premier ministre avant d'avoir été renversé par le coup d’État du chef de l'armée Pervez Musharraf en 1999. La nouvelle Ligue est menée par Chaudhry Shujaat Hussain et soutient Pervez Musharraf, et s'affiche plus au centre de l'échiquier politique que son prédécesseur. Le « Q » souvent rattaché au parti pour le distinguer des autres ligues signifie Quaid e Azam Group en référence au fondateur du Pakistan Muhammad Ali Jinnah.
Le parti a gagné les élections législatives de 2002 en remportant 126 députés et donc une majorité relative à l’Assemblée nationale. Cette victoire a permis de confirmer le pouvoir du général Pervez Musharraf qui peut désormais s'appuyer sur un gouvernement issu d'une coalition à l'Assemblée nationale.

### Défaite et isolement (2008-2011)

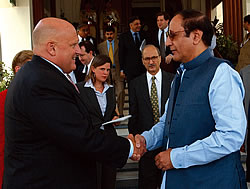
Chaudhry Shujaat Hussain en 2004 alors qu’il était Premier ministre.

La Ligue obtient 23 % des voix durant les élections législatives du 18 février 2008 et 54 sièges à l’Assemblée nationale, soit 72 de moins par rapport aux élections de 2002. Après ces élections, le parti s’est retrouvé complètement isolé alors que le Parti du peuple pakistanais, vainqueur du scrutin, a réuni une large coalition parlementaire pour l’exclure. La Ligue musulmane (Q) se voyait alors reprocher son soutien à Pervez Musharraf, arrivé au pouvoir en 1999 par un coup d’État. Après sa démission et son exil, Pervez Musharraf n'a plus bénéficié du soutien de ce parti.
Depuis ces élections, la Ligue est profondément divisée. Lors de l'élection du président de la République par le collège électoral en septembre 2008, moins de la moitié des membres de la Ligue ont voté pour le candidat officiel du parti. À l'Assemblée provinciale du Balouchistan, la plupart des élus du parti forme un groupe dissident.
La Ligue musulmane (Q) devient le principal parti d’opposition après ces élections et jusqu’en août 2008, date à laquelle la Ligue musulmane du Pakistan (N) quitte la coalition gouvernementale pour devenir le premier parti d’opposition.

### Partenaire de coalition du PPP (2011-2013)
Le 1er mai 2011, après une brève alliance rapidement rompue avec la Ligue musulmane du Pakistan (F), la Ligue musulmane (Q) intègre la coalition gouvernementale dirigée par le Parti du peuple pakistanais. Ce dernier recherche alors un soutien plus large, notamment pour faire voter le budget 2011-2012 (dont le vote se déroule entre les mois de mai et juin au Pakistan) et pour ne plus être dépendant de ses autres partenaires de coalition. La Ligue musulmane (Q) devient alors le plus important allié du PPP et obtient cinq ministres fédéraux, des accords pour des réformes économiques ainsi que la création d’au moins deux nouvelles provinces. Cette dernière idée a longtemps été soutenue par la Ligue. Elle implique notamment de diviser la province du Pendjab pour créer une province représentant l’ethnie saraiki dans sud du Pendjab. La ligue avait d’ailleurs réalisé de bons résultats dans cette région en 2008.
Cette alliance ne met pas fin aux divisions du parti, bien au contraire. À l'Assemblée provinciale du Pendjab, environ 50 des 80 membres du parti soutiennent la Ligue musulmane du Pakistan (N) qui dirige le gouvernement local. Les dissidences se multiplient : les anciens cadres du parti rejoignent surtout la Ligue musulmane du Pakistan (N) et les plus jeunes le Mouvement du Pakistan pour la justice.

### Marginalisation (2013-2018)

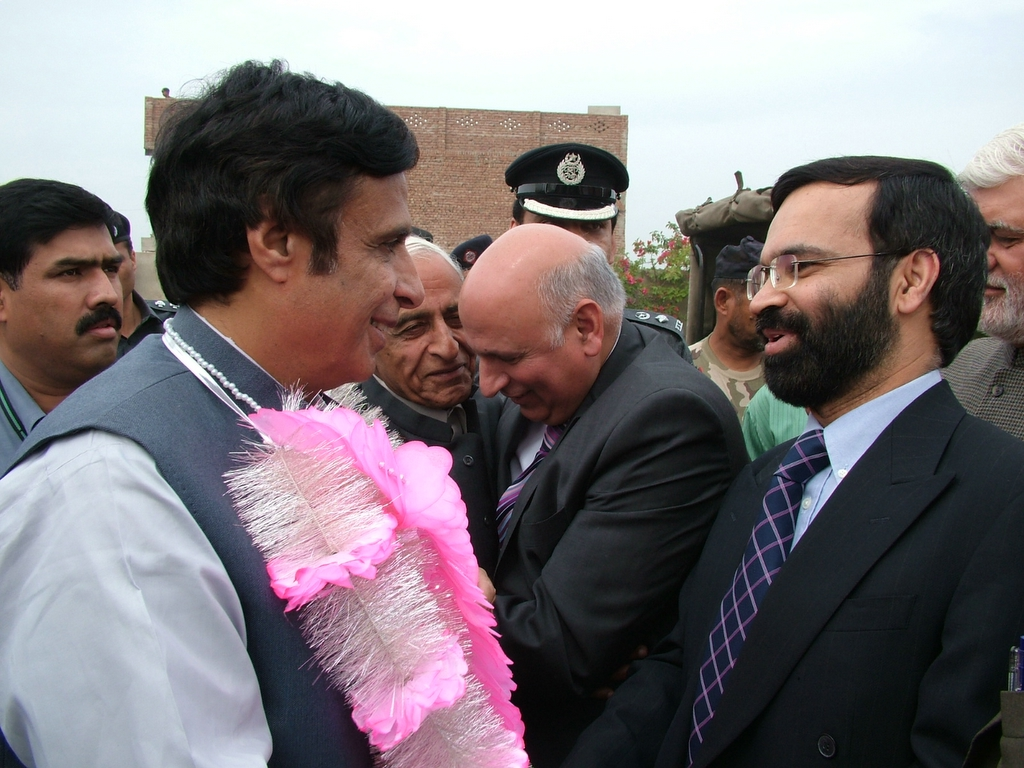
Chaudhry Pervaiz Elahi, à gauche, en 2006.

La ligue et le Parti du peuple pakistanais ont prévu de s'allier en vue des élections législatives de 2013, mais celle-ci prend finalement ses distances avec le PPP, lui imputant les échecs du gouvernement. La ligue n'est créditée que de 2 à 4 % des intentions de vote selon des sondages d'opinion.
À la suite des élections législatives de 2013, la Ligue est totalement marginalisée en ne remportant que deux sièges fédéraux et treize provinciaux avec 3,1 % des votes populaires. Les défections se poursuivent par la suite, notamment les présidents du parti dans les provinces de Khyber Pakhtunkhwa et du Sind,. En mars 2018, la Ligue perd ses derniers élus dans le Baloutchistan quand ceux-ci rejoignent le Parti baloutche Awami.

### Alliance avec Imran Khan

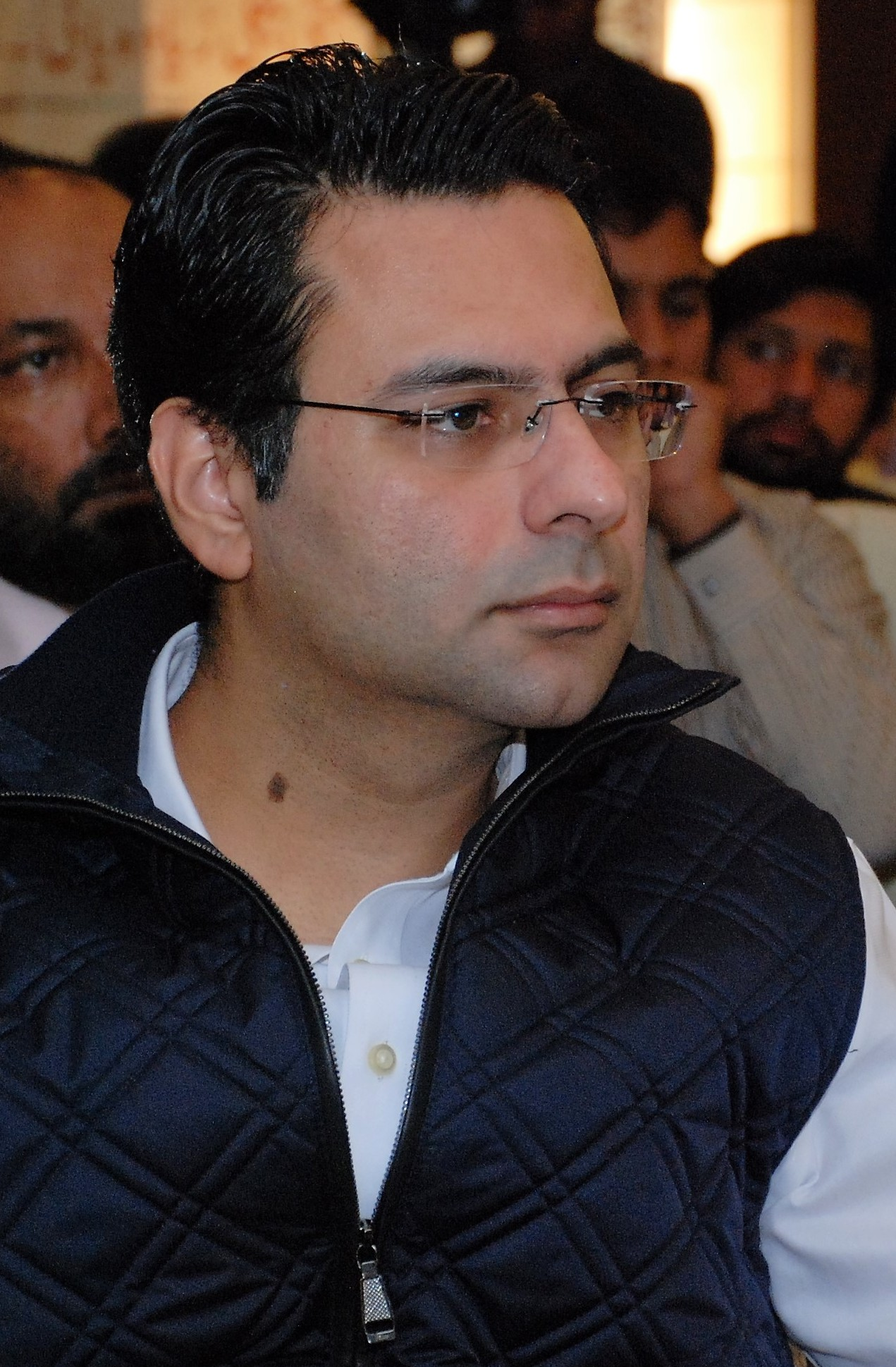
Moonis Elahi.

Avec 1 % des voix à peine, le parti poursuit sa chute en termes de votes populaires aux élections législatives de 2018, mais remporte cette fois cinq députés nationaux grâce à de bons résultats à Gujrat notamment où Chaudhry Pervaiz Elahi est réélu. Cette performance a aussi été rendue possible grâce à un accord avec le Mouvement du Pakistan pour la justice, qui se retire de quelques circonscriptions et soutient les candidats de la Ligue. Cette dernière rejoint ensuite la coalition gouvernementale du Premier ministre Imran Khan et Tariq Bashir Cheema devient ministre du Logement et des Travaux. Avec dix sièges à l'Assemblée provinciale du Pendjab, la Ligue permet au Mouvement pour la justice d'obtenir une majorité absolue et Pervaiz Elahi devient président de la chambre. En juillet 2021, Moonis Elahi devient le second ministre de la ligue à rejoindre le gouvernement, au poste de ministre des Ressources hydriques.

## Représentation parlementaire

### Législatives
| Année | Votes     | % (votes) | % (sièges) | Députés   | Rang | Position                                                        |
| ----- | --------- | --------- | ---------- | --------- | ---- | --------------------------------------------------------------- |
| 2002  | 7 613 411 | 25,7      | 36,8       | 126 / 342 | 2e   | Majorité                                                        |
| 2008  | 7 989 817 | 23,0      | 15,8       | 54 / 342  | 2e   | Opposition (2008), coalition avec le PPP (2008-2012)            |
| 2013  | 1 409 905 | 3,1       | 0,6        | 2 / 342   | 6e   | Opposition                                                      |
| 2018  | 515 258   | 1,0       | 1,5        | 5 / 342   | 9e   | Coalition avec le PTI (2018-2022), Shehbaz Sharif I (2022-2023) |
| 2024  | 339 518   | 0,57      |            | 4 / 342   | 1re  | Shehbaz Sharif II                                               |